# こと座イータ星
こと座η星（ことざイータせい、η Lyrae、η Lyr）は、こと座の4等星。

## 概要
こと座η星は、三重星として知られ、最も明るくB型準巨星の4等星がA星、東に28秒ほど離れた位置にあるBD+38 3491がB星、更に南南東に160秒ほど離れた位置にある11等星がC星として、重星カタログに収録されている。これら3つの恒星は連星系を成しておらず、見かけの重星だと考えられている。
主星のη星Aは、分光連星であることが知られている。視線速度の時間変化から、公転の周期と離心率が求められているが、詳細についてはわかっていない。

## 名称
アラビア語で「（鷲の）鉤爪」を意味するالأظفر（al-’uz̧fur）に由来するアラドファル (Aladfar) という固有名を持つ。この名前はμ星の名前と混同されたものと考えられている。IAUが恒星の固有名を正式に定めるため2016年に立ち上げたワーキンググループ (WGSN) は、2017年9月5日、こと座η星Aの固有名をAladfarと定めた。